# Ana Luiza Lima
Ana Luiza Pires Lima (Telêmaco Borba, 8 de agosto de 2005) é uma ginasta artística brasileira e membro da seleção brasileira de ginástica. Ana Luiza representou o Brasil no Campeonato Mundial Júnior de 2019. Ela fez sua estreia internacional sênior no Campeonato Pan-Americano de 2021, onde ajudou o Brasil a conquistar o ouro por equipe e também ganhou uma medalha de ouro individual no solo. Recentemente participou dos Jogos Mundiais Universitários e se destacou nas Barras Assimétricas mesmo após voltar de uma lesão.

## Vida pregressa
Ana Luiza nasceu em 8 de agosto de 2005, em Telêmaco Borba. Aos sete anos, foi descoberta pelos treinadores de seu atual clube, o CEGIN, que visitaram a Escola Municipal Leopoldo Mercer para detectar talentos. Ana Luiza foi a única criança selecionada da escola. Mudou-se então para Curitiba para se dedicar à ginástica.

## Carreira
Em setembro de 2017, Ana Luiza consagrou-se campeã brasileira do individual geral na faixa espoir, levando também a medalha de ouro no solo, e a prata no salto, nas barras assimétricas e na trave.
Em março de 2018, Ana Luiza competiu no Troféu Cidade de Jesolo, na Itália, onde ficou em sétimo lugar com a seleção brasileira de juniores e 25º no individual geral. Em maio, ela passou por uma cirurgia devido a uma lesão que a obrigou a ficar um mês fora dos treinos. Ana Luiza voltou a competir em agosto, levando a medalha de bronze na final do solo no Campeonato Brasileiro de Eventos, em um campo misto de juniores e adultos. Ela passou a representar o Brasil no Campeonato Sul-Americano de Juniores de 2018, em Lima, no Peru, conquistando o ouro no individual geral, prata no solo, bronze no salto, e contribuindo para o primeiro lugar da seleção brasileira à frente da Argentina e do Peru. Em novembro, ela voltou a ser a campeã brasileira do geral júnior.
Ana Luiza abriu sua temporada de 2019 no WOGA Classic, em Frisco, no Texas, conquistando a medalha de prata no chão atrás de Skye Blakely, com Kayla DiCello levando o bronze. No Campeonato Brasileiro de Eventos de 2019, Ana Luiza ficou em nono lugar no geral e conquistou o ouro no solo. Ana Luiza foi convocada para a seleção brasileira para o Mundial Júnior de 2019, ao lado de Júlia Soares e Christal Bezerra. Ela ficou em 29º no individual geral e contribuiu para o sétimo lugar da seleção brasileira em um campo de 29 equipes.
Ana Luiza tornou-se elegível para a competição sênior em 2021. No Pan-Americano de 2021, realizado no Rio de Janeiro, ela ajudou o Brasil a conquistar a medalha de ouro na final por equipes, e também conquistou um ouro individual na final do solo.
No Campeonato Sul-Americano de 2021, Ana Luiza fez parte da seleção brasileira que conquistou a medalha de ouro à frente da Argentina e do Chile. Individualmente, Ana Luiza ficou em quarto lugar no individual geral e conquistou as medalhas de bronze nas finais da trave e do solo.

## Histórico competitivo
| Ano                        | Evento                            | Equipe | AA     | VT     | UB     | BB     | FX     |
| Júnior                     | Júnior                            | Júnior | Júnior | Júnior | Júnior | Júnior | Júnior |
| -------------------------- | --------------------------------- | ------ | ------ | ------ | ------ | ------ | ------ |
| 2017                       | Campeonato Brasileiro de Juniores |        | 1      | 2      | 2      | 2      | 1      |
| 2018                       | Troféu Cidade de Jesolo           | 7      | 25     |        |        |        |        |
| 2018                       | Campeonato Brasileiro de Eventos  |        |        |        |        |        | 3      |
| 2018                       | Campeonato Sul-Americano Júnior   | 1      | 1      | 3      |        | 5      | 2      |
| 2018                       | Campeonato Brasileiro de Juniores |        | 1      | 1      | 1      | 2      | 1      |
| 2019                       | WOGA Clássico                     |        | 8      |        |        |        | 2      |
| 2019                       | Campeonato Brasileiro de Eventos  |        | 9      |        |        |        | 1      |
| 2019                       | Campeonato Mundial Júnior         | 7      | 29     |        |        |        |        |
| Senior                     |                                   |        |        |        |        |        |        |
| 2021                       |                                   |        |        |        |        |        |        |
| Campeonatos Pan-Americanos | 1                                 |        |        |        |        | 1      |        |
| Campeonatos Brasileiros    | 2                                 | 5      |        | 7      |        | 6      |        |
| Campeonatos Sul-Americanos | 1                                 |        |        |        | 3      | 3      |        |